# Luxemburg a 2008. évi nyári olimpiai játékokon
Luxemburg a kínai Pekingben megrendezett 2008. évi nyári olimpiai játékok egyik részt vevő nemzete volt. Az országot az olimpián 7 sportágban 13 sportoló képviselte, akik érmet nem szereztek.

## Asztalitenisz
Női

| Versenyző   | Versenyszám | Selejtező         | 64-es főtábla     | 48-as főtábla                                     | 32-es főtábla                                | Nyolcaddöntő      | Negyeddöntő       | Elődöntő          | Döntő             | Helyezés |
| Versenyző   | Versenyszám | Ellenfél Eredmény | Ellenfél Eredmény | Ellenfél Eredmény                                 | Ellenfél Eredmény                            | Ellenfél Eredmény | Ellenfél Eredmény | Ellenfél Eredmény | Ellenfél Eredmény | Helyezés |
| ----------- | ----------- | ----------------- | ----------------- | ------------------------------------------------- | -------------------------------------------- | ----------------- | ----------------- | ----------------- | ----------------- | -------- |
| Xia Lian Ni | Egyes       |                   |                   | Huang I-Hua (TPE) · 11-6, 5-11, 11-4, 13-11, 11-7 | Jiao Li (NED) · 11-6, 8-11, 9-11, 8-11, 8-11 | kiesett           | kiesett           | kiesett           | kiesett           | 17.      |

## Cselgáncs
Női

| Versenyző    | Versenyszám | Selejtező                        | Nyolcaddöntő      | Negyeddöntő       | Elődöntő          | Vigaszág első kör                   | Vigaszág negyeddöntő          | Vigaszág elődöntő | Bronz- mérkőzés   | Döntő             | Helyezés |
| Versenyző    | Versenyszám | Ellenfél Eredmény                | Ellenfél Eredmény | Ellenfél Eredmény | Ellenfél Eredmény | Ellenfél Eredmény                   | Ellenfél Eredmény             | Ellenfél Eredmény | Ellenfél Eredmény | Ellenfél Eredmény | Helyezés |
| ------------ | ----------- | -------------------------------- | ----------------- | ----------------- | ----------------- | ----------------------------------- | ----------------------------- | ----------------- | ----------------- | ----------------- | -------- |
| Marie Muller | Harmatsúly  | Szorája Haddád (ALG) · 0000-0211 |                   |                   |                   | Hortence Diédhiou (SEN) · 1001-0001 | Kim Gjongok (KOR) · 0001-0010 | kiesett           | kiesett           |                   | 9.       |

## Kerékpározás

### Országúti kerékpározás
Férfi

| Versenyző     | Versenyszám   | Idő                   | Helyezés |
| ------------- | ------------- | --------------------- | -------- |
| Andy Schleck  | Mezőnyverseny | 6:23:49 (+0:00)       | 4.       |
| Fränk Schleck | Mezőnyverseny | 6:26:27 (+2:38)       | 42.      |
| Kim Kirchen   | Mezőnyverseny | 6:26:40 (+2:51)       | 45.      |
| Kim Kirchen   | Időfutam      | 1:06:29,63 (+4:18,20) | 22.      |

## Torna
Férfi

| Versenyző     | Versenyszám      | Selejtező | Selejtező | Döntő    | Döntő    |
| Versenyző     | Versenyszám      | Pontszám  | Helyezés  | Pontszám | Helyezés |
| ------------- | ---------------- | --------- | --------- | -------- | -------- |
| Sascha Palgen | Talaj            | 15,200    | 22.       | kiesett  | kiesett  |
| Sascha Palgen | Ugrás            | 15,725    |           | kiesett  | kiesett  |
| Sascha Palgen | Korlát           | 14,225    | 65.       | kiesett  | kiesett  |
| Sascha Palgen | Nyújtó           | 13,600    | 66.       | kiesett  | kiesett  |
| Sascha Palgen | Gyűrű            | 14,325    | 52.       | kiesett  | kiesett  |
| Sascha Palgen | Lólengés         | 13,000    | 68.       | kiesett  | kiesett  |
| Sascha Palgen | Egyéni összetett | 86,075    | 37.       | kiesett  | kiesett  |

## Triatlon
| Versenyző   | Versenyszám | 1,5 km úszás | 1,5 km úszás | 40 km kerékpározás | 40 km kerékpározás | 10 km futás | 10 km futás | Összesítés | Összesítés |
| Versenyző   | Versenyszám | Idő          | Hely.        | Idő                | Hely.              | Idő         | Hely.       | Idő        | Helyezés   |
| ----------- | ----------- | ------------ | ------------ | ------------------ | ------------------ | ----------- | ----------- | ---------- | ---------- |
| Dirk Bockel | Férfi       | 18:26        | 39.          | 57:52              | 2.                 | 34:19       | 31.*        | 1:51:31,01 | 25.        |
| Liz May     | Női         | 20:26        | 40.          | 1:05:56            | 31.                | 40:30       | 42.         | 2:07:55,58 | 41.        |

* - egy másik versenyzővel azonos időt ért el

## Úszás
Férfi

| Versenyző           | Versenyszám | Előfutam | Előfutam | Előfutam | Elődöntő | Elődöntő | Elődöntő | Döntő   | Döntő    |
| Versenyző           | Versenyszám | Idő      | Hely.    | Össz.    | Idő      | Hely.    | Össz.    | Idő     | Helyezés |
| ------------------- | ----------- | -------- | -------- | -------- | -------- | -------- | -------- | ------- | -------- |
| Alwin de Prins      | 100 m mell  | 1:03,64  | 5.       | 51.      | kiesett  | kiesett  | kiesett  | kiesett | kiesett  |
| Laurent Carnol      | 200 m mell  | 2:15,87  | 3.       | 40.      | kiesett  | kiesett  | kiesett  | kiesett | kiesett  |
| Raphaêl Stacchiotti | 200 m gyors | 1:52,01  | 8.       | 49.      | kiesett  | kiesett  | kiesett  | kiesett | kiesett  |

Női

| Versenyző          | Versenyszám | Előfutam | Előfutam | Előfutam | Elődöntő | Elődöntő | Elődöntő | Döntő   | Döntő    |
| Versenyző          | Versenyszám | Idő      | Hely.    | Össz.    | Idő      | Hely.    | Össz.    | Idő     | Helyezés |
| ------------------ | ----------- | -------- | -------- | -------- | -------- | -------- | -------- | ------- | -------- |
| Christine Mailliet | 200 m gyors | 2:02,91  | 6.       | 39.      | kiesett  | kiesett  | kiesett  | kiesett | kiesett  |

## Vitorlázás
Férfi

| Versenyző   | Versenyszám | Futam | Futam | Futam | Futam | Futam | Futam | Futam | Futam | Futam | Futam | Futam | Pontszám | Helyezés |
| Versenyző   | Versenyszám | 1     | 2     | 3     | 4     | 5     | 6     | 7     | 8     | 9     | 10    | É     | Pontszám | Helyezés |
| ----------- | ----------- | ----- | ----- | ----- | ----- | ----- | ----- | ----- | ----- | ----- | ----- | ----- | -------- | -------- |
| Marc Schmit | Laser       | 30    | 39    | 25    | 35    | 30    | 35    | 41    | 40    | 33    |       | -     | 267      | 41.      |